# .ps
.ps ist die länderspezifische Top-Level-Domain (ccTLD) des Staats Palästina. Sie existiert seit dem 22. März 2000 und wird vom Ministerium für Telekommunikation und Informationstechnologie verwaltet. Für den operativen Betrieb ist die Palestinian National Internet Naming Authority zuständig. Die internationalisierte Variante der Domain lautet .فلسطين (.filasṭīn).

## Geschichte
Im Februar 1997 erhielt die IANA Anfragen, ob eine Zuweisung einer länderspezifischen Top-Level-Domain für die palästinensischen Autonomiegebiete möglich sei. Die IANA lehnte dies ab, da zum damaligen Zeitpunkt in der ISO 3166 für Palästina kein Ländercode zugeordnet war. Stattdessen delegierte die IANA im April 1998 palestine.int und begründete dies mit dem palästinensischen Beobachterstatus bei den Vereinten Nationen. Die Top-Level-Domain .int wird ebenfalls von der IANA verwaltet.
Zum 1. Oktober 1999 fügte die ISO den Ländercode PS für die palästinensischen Autonomiegebiete zur ISO-3166-1-Kodierliste hinzu. Am 11. Oktober 1999 bewarben sich palästinensische Vertreter um die Top-Level-Domain .ps. Die IANA akzeptierte die Bewerbung und delegierte am 22. März 2000 .ps an das Government Computer Center beim Ministerium für Planung und internationale Kooperation. 2004 wurde das Government Computer Center zum Ministerium für Telekommunikation und Informationstechnologie übertragen und die Top-Level-Domain durch die IANA formal an neue Ansprechpartner delegiert.
Im Februar 2013 änderte die ISO den zugeordneten Namen des ISO-3166-Ländercodes PS von „Palestinian Territory, Occupied“ in „Palestine, State of“, was die IANA einige Tage später in den Adressdaten der zuständigen Ansprechpartner übernahm.

## Vergabekriterien
Es bestehen keine besonderen Beschränkungen für .ps. Jede natürliche oder juristische Person darf eine Domain registrieren, ein Wohnsitz oder eine Niederlassung in Palästina sind nicht notwendig. Während die Praxis der Vergabestelle damit vergleichsweise liberal ist, bewegen sich die Gebühren für eine Domain auf einem international hohen Niveau.

## Weblink
- Offizielle Website der Vergabestelle